# أبو بكر الإسماعيلي
أبو بكر أحمد بن إبراهيم بن إسماعيل بن العباس الجرجاني الإسماعيلي الشافعي (277 هـ - 371 هـ) أحد كبار شيوخ الشافعية في عصره.

## نشأته وعلمه
ولد الإسماعيلي في سنة 277 هـ، كتب الحديث بخطه وهو صبي، وطلب في سنة تسع وثمانين وبعدها، وروى العلم والحديث عن: إبراهيم بن زهير الحلواني، وحمزة بن محمد الكاتب، ويوسف بن يعقوب القاضي مصنف السنن، وأحمد بن محمد بن مسروق، ومحمد بن يحيى المروزي، والحسن بن علويه القطان، وجعفر بن محمد الفريابي، ومحمد بن عبد الله مطين، ومحمد بن عثمان بن أبي شيبة، وإبراهيم بن شريك، وجعفر بن محمد بن الليث البصري، ومحمد بن حيان بن أزهر، ومحمد بن عثمان بن أبي سويد، وعمران بن موسى السختياني، ومحمد بن إسماعيل بن سماعة، والفضل بن الحباب الجمحي، وبهلول بن إسحاق خطيب الأنبار، وعبد الله بن ناجية، والحسن بن سفيان، وأبي يعلى الموصلي، وابن خزيمة، والسراج، والبغوي، وطبقتهم بخراسان والحجاز والعراق.
حدث عنه: الحاكم، وأبو بكر البرقاني، وحمزة السهمي، وأبو حازم العبدوي، والحسين بن محمد الباشاني، وأبو سعيد النقاش، وأبو الحسن محمد بن علي الطبري، والحافظ أبو بكر محمد بن إدريس الجرجرائي، وعبد الصمد بن منير العدل، وأبو عمرو عبد الرحمن بن محمد الفارسي سبطه، وخلق سواهم.

## عقيدته
ذكر أبو بكر الإسماعيلي عقيدته في كتابه اعتقاد أئمة أهل الحديث فقال: «اعلموا رحمنا الله وإياكم أن مذهب أهل الحديث أهل السنة والجماعة الإقرار بالله وملائكته وكتبه ورسله، وقبول ما نطق به كتاب الله تعالى، وصحت به الرواية عن رسول الله ﷺ، لا معدل عن ما ورد به ولا سبيل إلى رده»، ثم قال: «ويعتقدون بأن الله مدعو بأسمائه الحسنى، وموصوف بصفاته التي سمى ووصف بها نفسه ووصفه بها نبيه ﷺ، خلق آدم بيده، ويداه مبسوطتان ينفق كيف يشاء، بلا اعتقاد كيف، وأنه عز وجل استوى على العرش، بلا كيف، فإن الله تعالى انتهى من ذلك إلى أنه استوى على العرش ولم يذكر كيف كان استواؤه.»، ثم ذكر سائر الاعتقاد.
يعدونه الأشاعرة من أعلامهم، فقد تتلمذ على يد أبي الحسن الأشعري، وقد ذكره الإمام ابن عساكر ضمن أئمة الأشاعرة في كتابه تبيين كذب المفتري فيما نسب إلى الإمام أبي الحسن الأشعري، كما نقل عنه الإمام أبو بكر بن العربي في كتابه العواصم من القواصم حضَّه على تعلم علم الكلام وأنه من أهم العلوم، ونقل ذلك أيضا الإمام الشاطبي في كتاب الاعتصام.
وأهل الأثر يعدونه موافقا لهم  فيما ذكلاه فب كتابه اعتقاد أئمة أهل الحديث، وأنه ما ذكر فيه هو اعتقاد السلف من إثبات الأسماء والصفات والرؤية والنزول بلا تأويل ولا كيف، فممن ذكر أنه أثري العقيدة حماد بن محمد الأنصاري، وأثنى ابن قدامة على كتابه، وقال عنه ابن تيمية أنه من الأئمة العالمين بأقوال السلف.

## مؤلفاته
صنف الإسماعيلي تصانيف تشهد له بالإمامة في الفقه والحديث:
- مسند عمر في مجلدتين.
- المستخرج على الصحيح في أربع مجلدات المعروف بـ صحيح الاسماعيلى.
- اعتقاد أئمة أهل الحديث.
- معجم أسامي شيوخ أبي بكر الإسماعيلي المعروف بـ معجم الإسماعيلي في مجلدين ألفه في نحو ثلاثمائة شيخ.

## الجرح والتعديل
- قال حمزة بن يوسف: «سمعت الدارقطني يقول قد كنت عزمت غير مرة أن أرحل إلى أبي بكر الإسماعيلي فلم أرزق».
- قال الذهبي: «إنما كان يرحل إليه لعلمه لا لعلو بالنسبة إلى أبي الحسن».
- قال حمزة بن يوسف : «سمعت الحسن بن علي الحافظ بالبصرة يقول : كان الواجب للشيخ أبي بكر أن يصنف لنفسه سننا ويختار ويجتهد ، فإنه كان يقدر عليه لكثرة ما كتب ، ولغزارة علمه وفهمه وجلالته ، وما كان ينبغي له أن يتقيد بكتاب محمد بن إسماعيل البخاري فإنه كان أجل من أن يتبع غيره ، أو كما قال».
- قال الحاكم: «كان الإسماعيلي واحد عصره، وشيخ المحدثين والفقهاء، وأجلهم في الرئاسة والمروءة والسخاء، ولا خلاف بين العلماء من الفريقين وعقلائهم في أبي بكر».
- قال حمزة بن يوسف: «سألني الوزير أبو الفضل جعفر بن الفضل بن الفرات بمصر عن الإسماعيلي وسيرته وتصانيفه، فكنت أخبره بما صنف من الكتب، وبما جمع من المسانيد والمقلين، وتخريجه على صحيح البخاري، وجميع سيرته، فتعجب من ذلك، وقال لقد كان رزق من العلم والجاه والصيت الحسن».
- قال الإسماعيلي في معجمه: «كتبت في صغري الإملاء بخطي في سنة ثلاث وثمانين ومائتين، ولي يومئذ ست سنين».
- قال القاضي أبو الطيب الطبري: «دخلت جرجان قاصدا إلى أبي بكر الإسماعيلي وهو حي، فمات قبل أن ألقاه».

## وفاته
توفي يوم الجمعة 1 رجب 371 هـ الموافق 30 ديسمبر 981 م.
قال الذهبي: «مات أبو بكر في غرة رجب سنة إحدى وسبعين وثلاثمائة عن أربع وتسعين سنة».